# رحيم كريم
رحيم كريم (8 أبريل 1978 في الصين - ) (بالإنجليزية: Rahim Karim)‏ هو لاعب كريكت بريطاني.

## وصلات خارجية
- رحيم كريم على موقع إي آس بي آن كريك إنفو (الإنجليزية)